# Giorgio Massari
Pour les articles homonymes, voir Massari.
Giorgio Massari, né le 13 octobre 1687 à Venise, mort le 20 décembre 1766 dans cette même ville, est un architecte italien de la fin du baroque actif à Venise au cours du XVIIIe siècle.

## Biographie
Opérant tant dans le domaine civil que religieux, Giorgio Massari était le plus important architecte de son époque actif à Venise.
On lui doit entre autres la reconstruction de la façade de l'église de San Rocco, de la Scuola della Carità et du Duomo de Mestre.

## Réalisations
A Venise
- Église Santa Maria del Rosario o dei Gesuati (1726 - 1743)
- Église de la Pietà
- Église San Marcuola
- Conception de la façade de la Scuola della Carità, Académie des beaux-arts de Venise, (1750)
- Palazzo Grassi (1749)
- Palais Civran
- Ca' Rezzonico finalisation des travaux

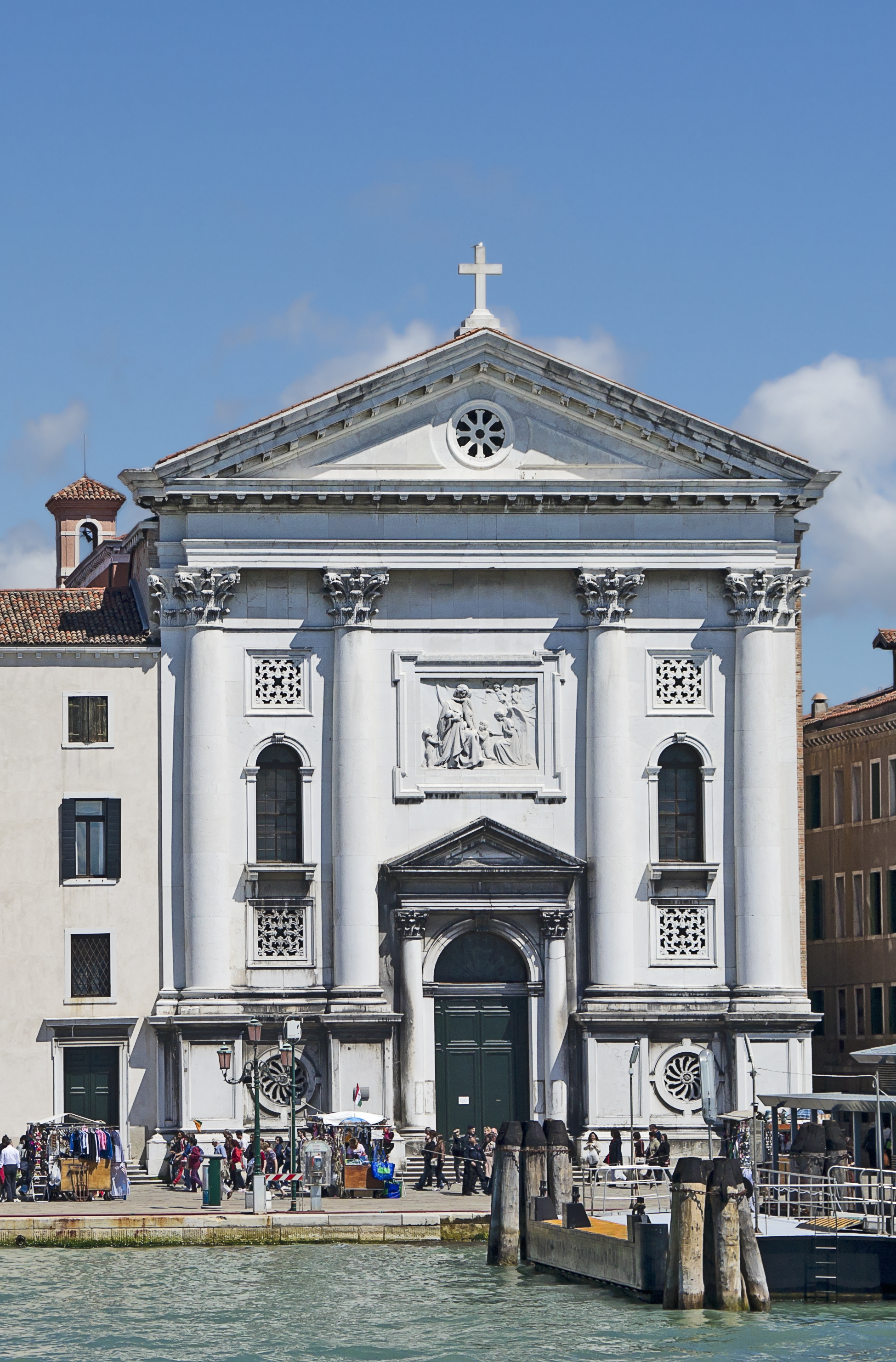
Chiesa della Pietà
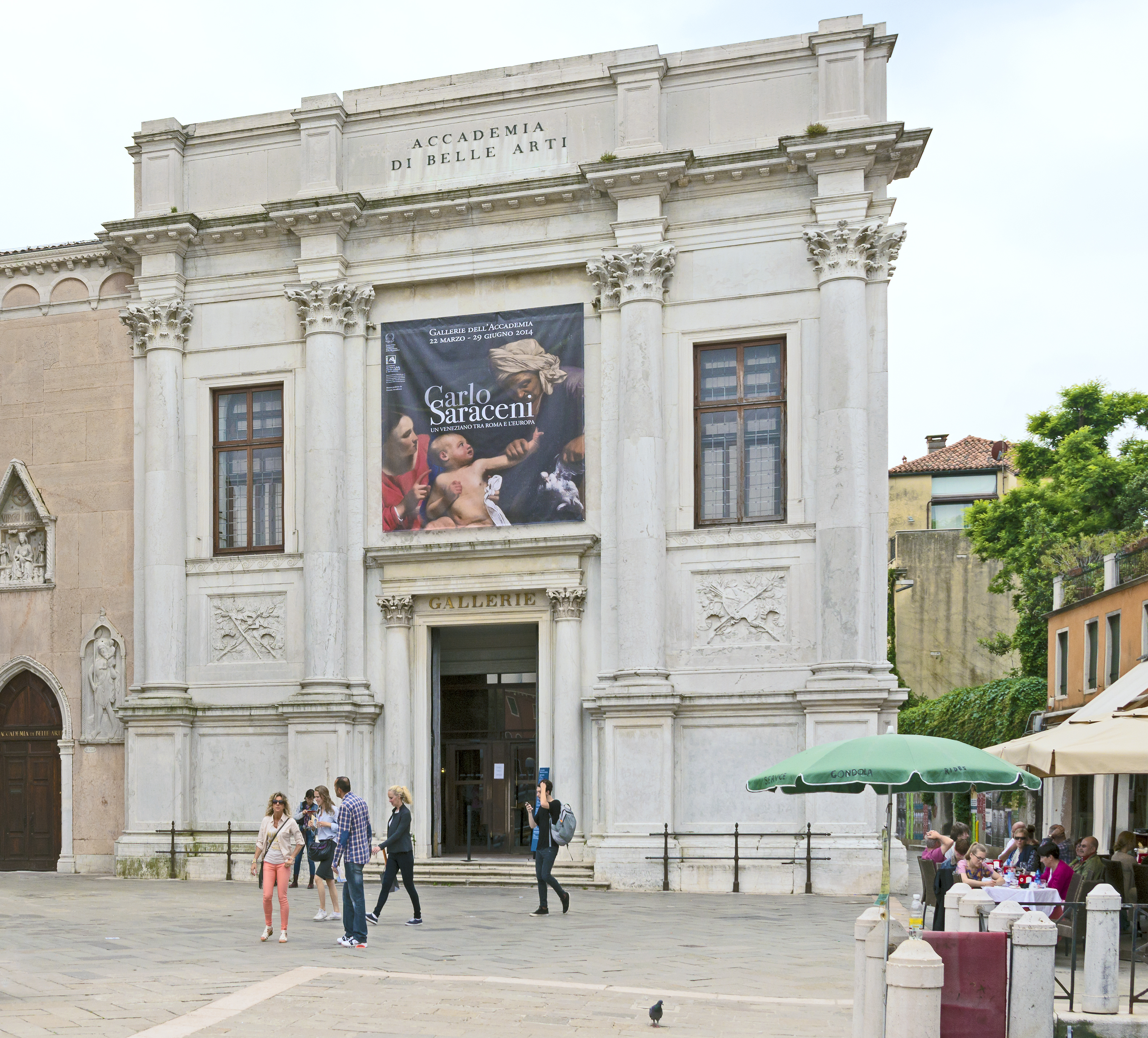
La façade de Scuola Grande di Santa Maria della Carità
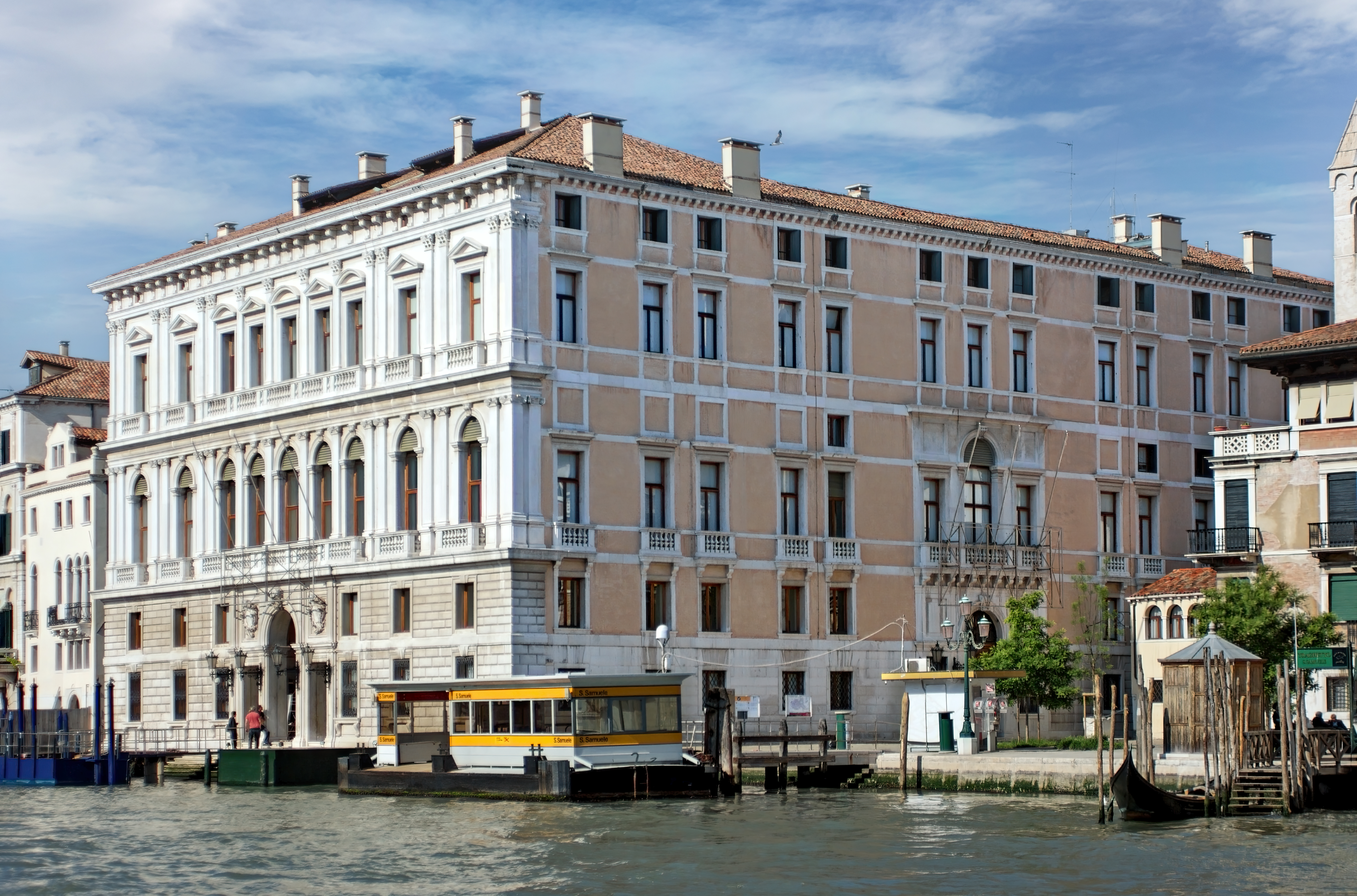
Palazzo Grassi
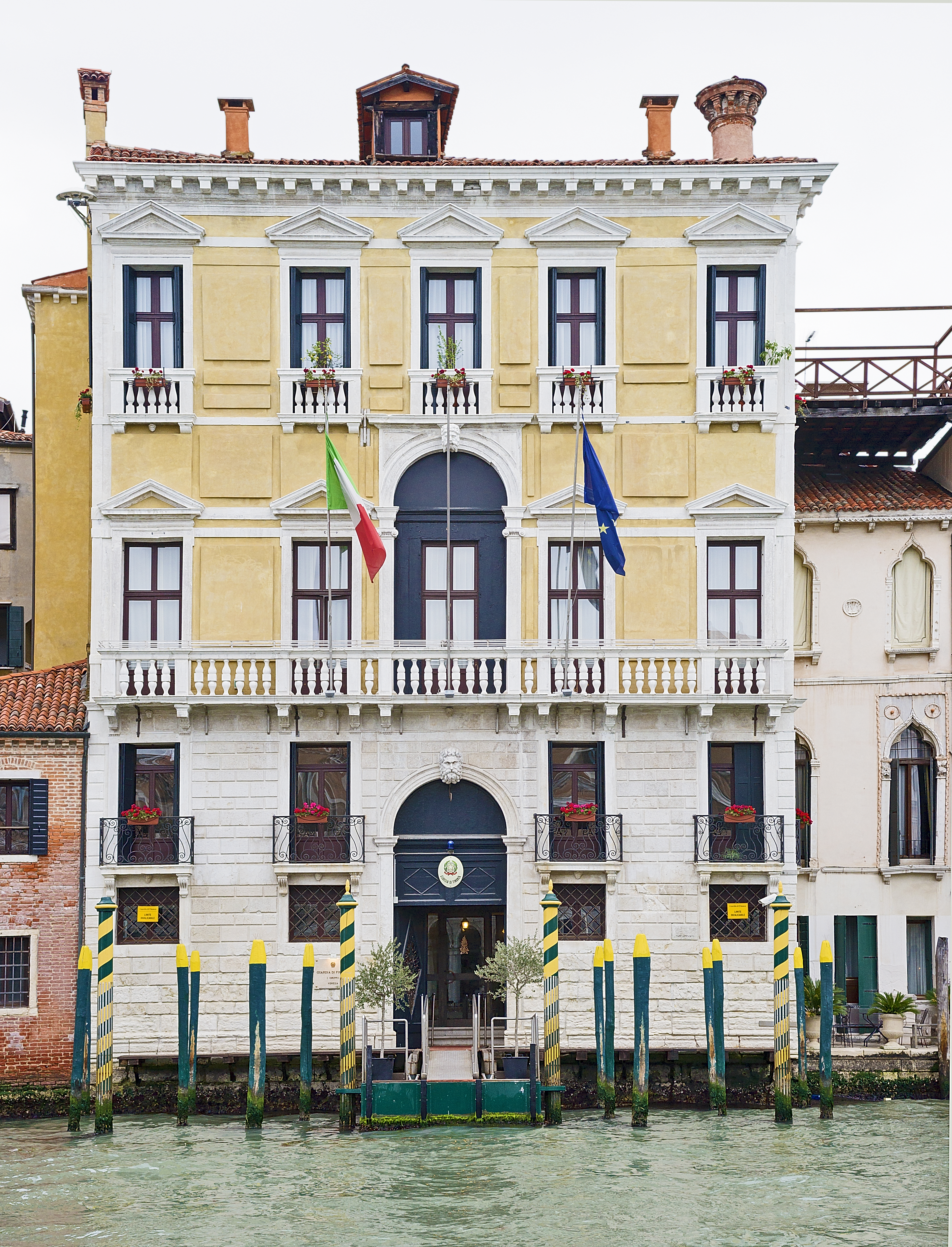
Palazzo Civran
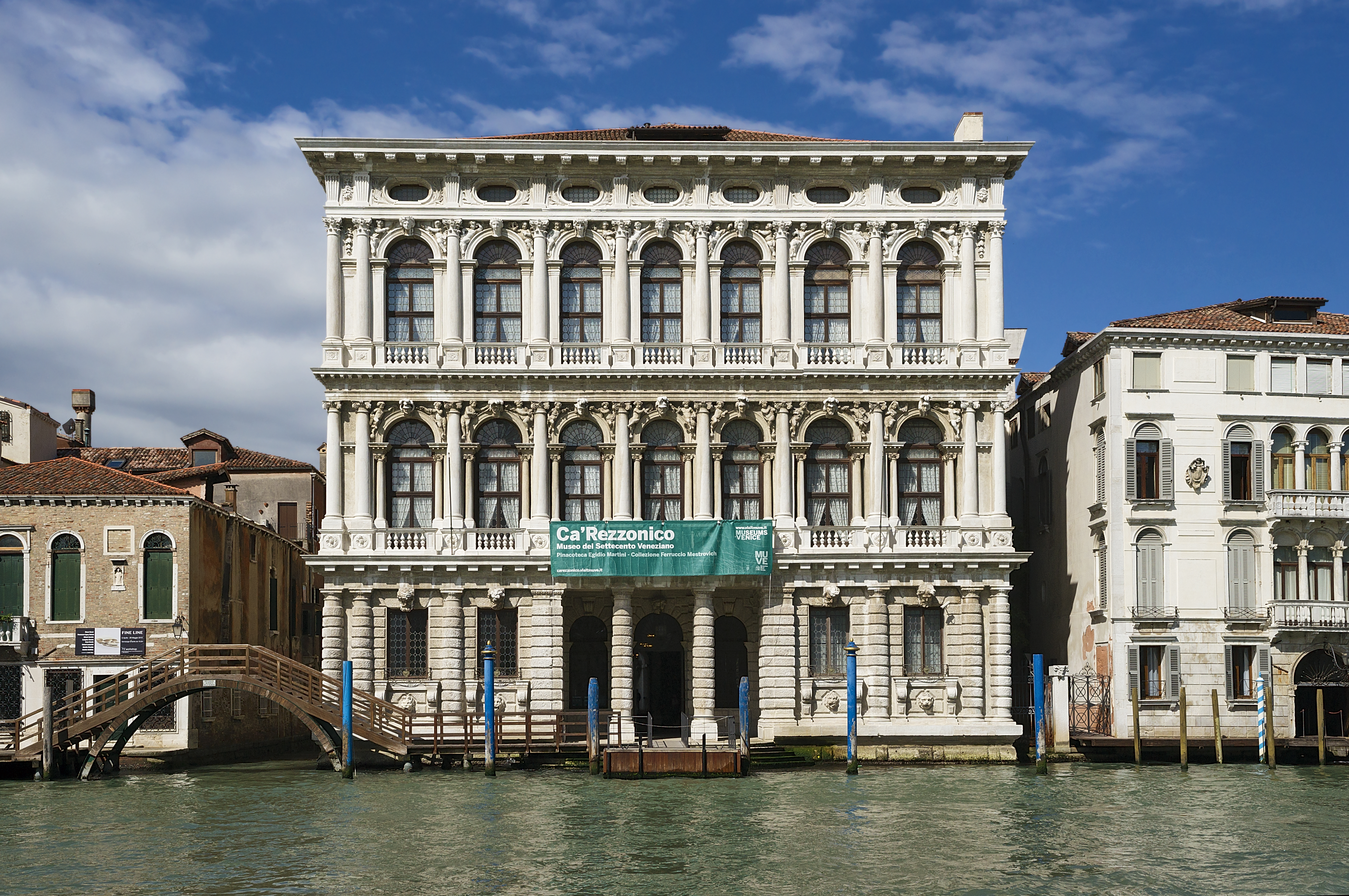
Ca' Rezzonico

En Vénétie
- Escalier d'entrée à la Villa Giovanelli Colonna (en) à Noventa Padovana
- Villa Cordellina Lombardi (it) à Montecchio Maggiore
- Villa Lattes (it) à Istrana
- Dans la cathédrale de Padoue : autel du Saint Sacrement, autel de San Gregorio Barbarigo et diverses interventions architecturales.
- Chiesa di Santa Maria della Pace à Brescia (1720 - 1746).
- Façade de l'église Saint-Antoine abbé, Udine (1733).
- La Chiesa di Santo Spirito (it), Udine (1738)
- Palazzo Beltramini, Asolo, province de Trévise

Hors d'Italie
- Palais Brutti, Koper en Slovénie, en style baroque tardif (1714)

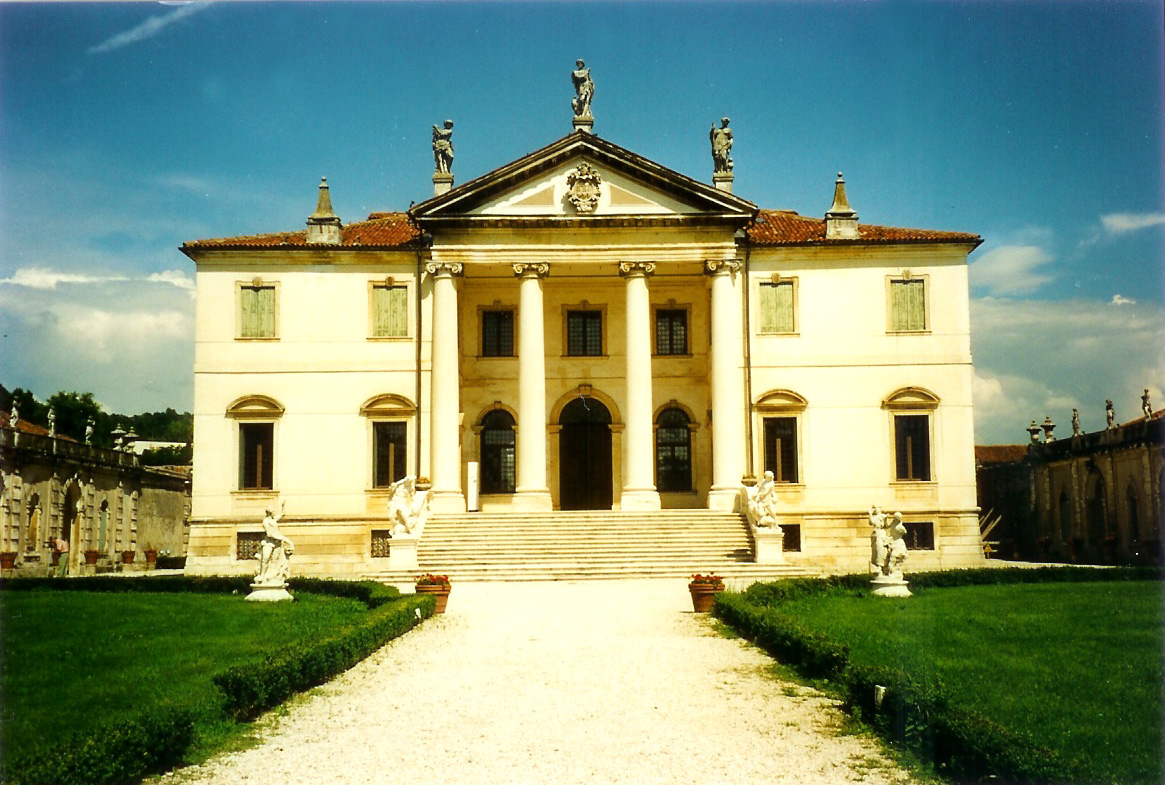
Façade de la Villa Cordellina Lombardi à Montecchio Maggiore
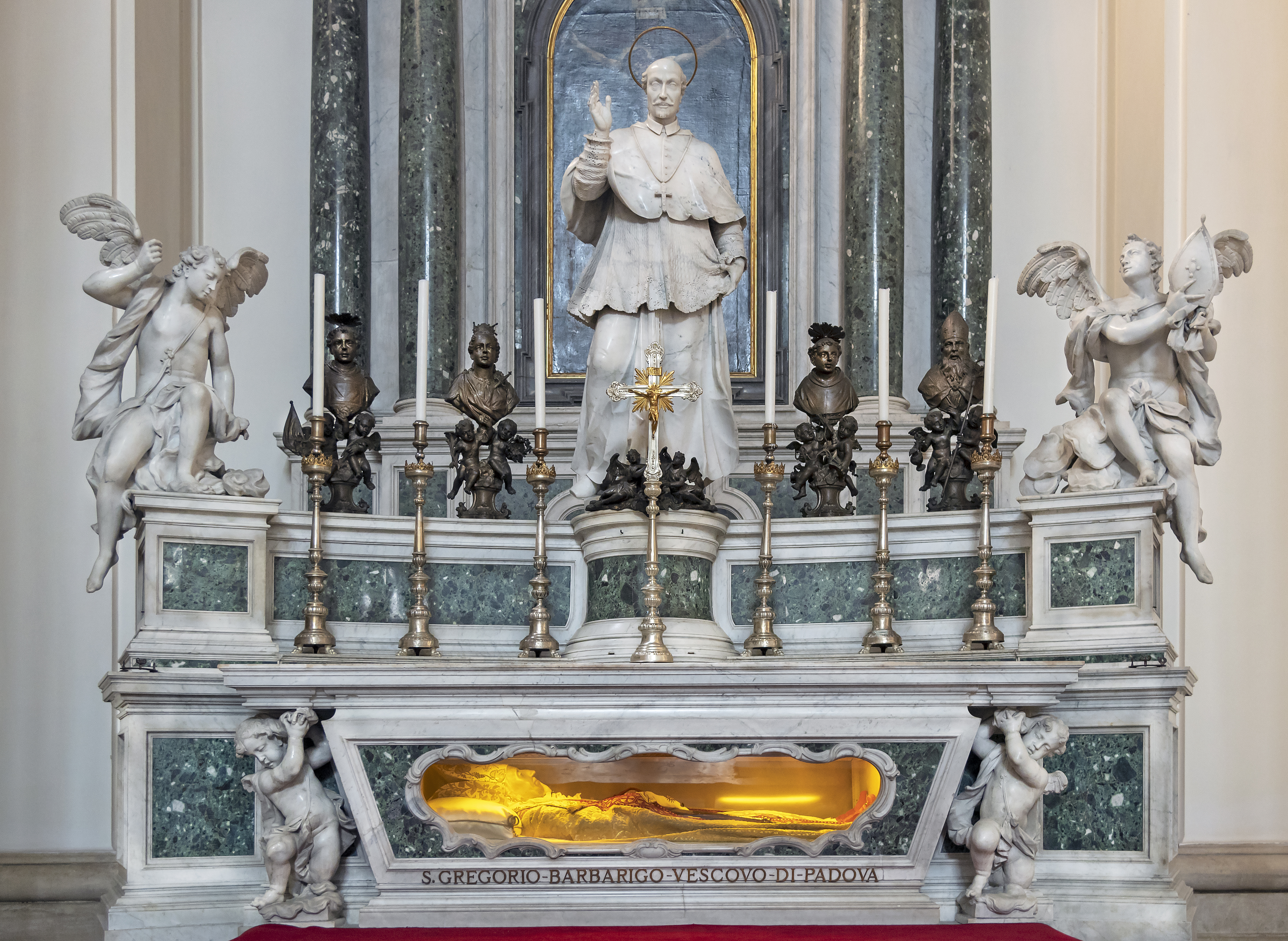
L'autel de St. Gregorio Barbarigo cathédrale de Padoue
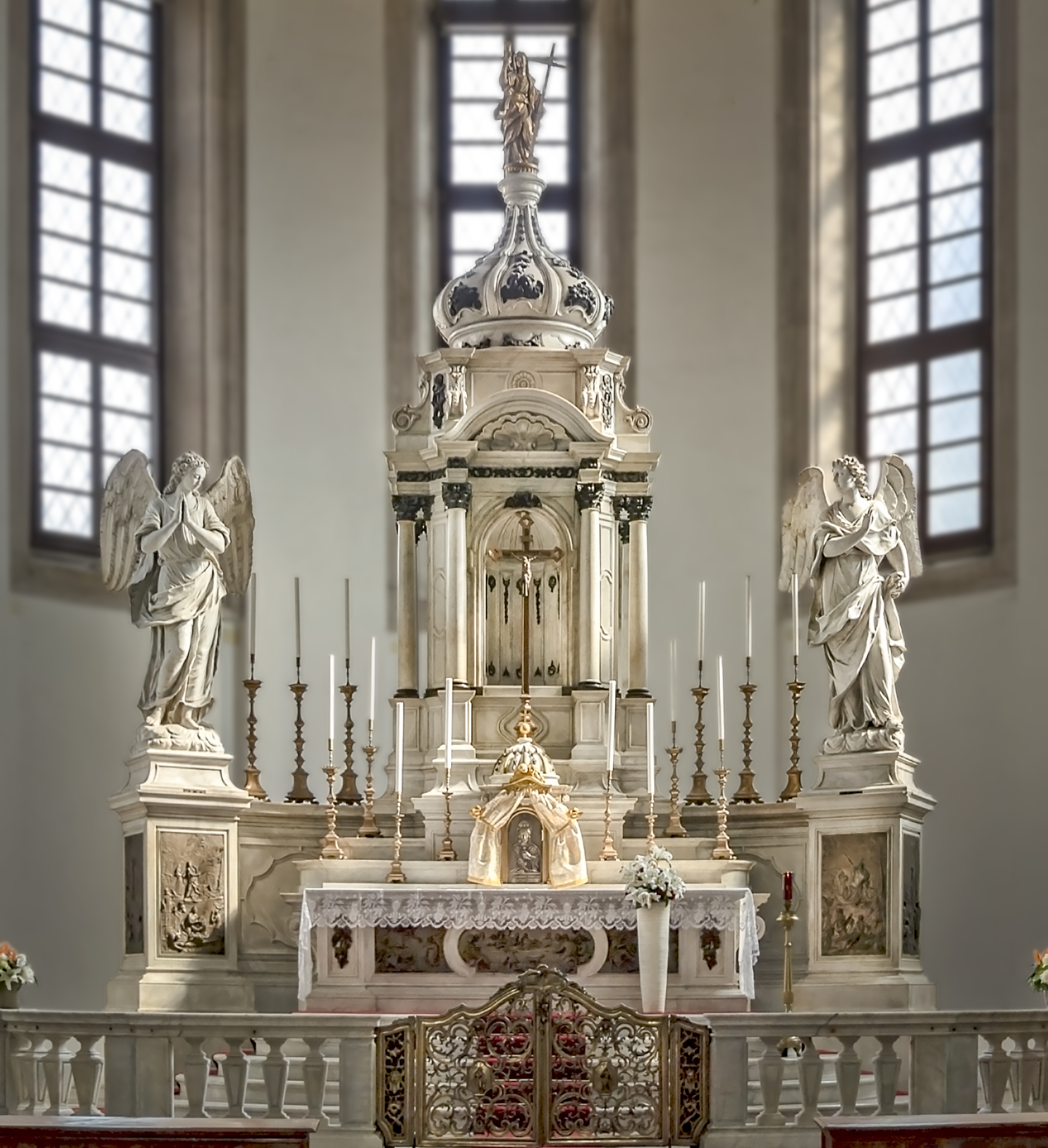
L'autel du Saint-Sacrement cathédrale de Padoue